# アメリカ陸軍輸送部隊S118型蒸気機関車
アメリカ陸軍輸送部隊S118型蒸気機関車とは、かつてアメリカ陸軍輸送科で使用されていた蒸気機関車である。

## 概要
第二次世界大戦中に日本での上陸作戦後に使用する予定でフィリピンに部品を梱包した状態で待機していた。日本がポツダム宣言を受諾して無条件降伏したので出番は無かった。
車輪配置は2-8-2のミカド型である。実戦で使用する予定だった機関車はその後、改軌され、東南アジアやオーストラリア、ギリシャ、インド等、世界各地で使用された。